# John K. Samson
John Kristjan Samson, meglio noto come John K. Samson (Winnipeg, ...), è un cantautore e bassista canadese.

## Carriera
È stato il bassista del gruppo punk Propagandhi a metà degli anni novanta ma probabilmente è più famoso per il suo attuale ruolo di front-man del quartetto indie rock The Weakerthans.
Nel 1993, quando ancora era un membro dei Propagandhi, ha pubblicato un album solista di 15 brani su cassetta intitolato Slips and Tangles. Nel 1995 sei di queste canzoni furono pubblicate su uno split insieme al gruppo punk Painted Thin, ora non più in attività. In seguito al successo di critiche dei Weakerthans, la parte di Samson del CD è stata ripubblicata on-line dalla G7 Welcoming Committee Records come EP digitale nel 2006.
Oltre ad essere impegnato musicalmente, Samson è anche un membro fondatore della Arbeiter Ring Publishing, un collettivo editoriale di Winnipeg, la sua città natale. Samson è attivo sulla scena artistica di Winnipeg, collaborando a progetti con artisti come sua moglie Christine Fellows e Clive Holden.
Samson ha supportato il romanzo di Miriam Toews Un complicato atto d'amore al concorso Canada Reads 2006, portandolo alla vittoria. Nell'edizione 2007 del Canada Reads, un concorso che vedrà scontrarsi i sostenitori dei vincitori delle cinque edizioni precedenti, Samson tornerà per supportare il romanzo di Heather O'Neill Lullabies for Little Criminals (ancora inedito in Italia).

## Discografia

### Solista
Album studio
- 1993 - Slips and Tangles
- 2012 - Provincial

EP
- 1995 - Little Pictures
- 2009 - City Route 85
- 2010 - Provincial Road 222

### Con i Propagandhi
- 1993 - How to Clean Everything
- 1996 - Less Talk, More Rock

### Con i The Weakerthans
Album studio
- 1997 - Fallow
- 2000 - Left and Leaving
- 2003 - Reconstruction Site
- 2007 - Reunion Tour

EP
- 2001 - Watermark